# Phongsakon Trisat
Phongsakon Trisat (thailändisch พงศกร ตรีสาตร์, * 19. März 2001 in Kamphaeng Phet) ist ein thailändischer Fußballspieler.

## Karriere

### Verein
Phongsakon Trisat erlernte das Fußballspielen in der Jugendmannschaft des Chonburi FC. Hier unterschrieb er am 1. Juli 2020 auch seinen ersten Profivertrag. Die Saison 2021/22 wurde er an den Drittligisten Uthai Thani FC ausgeliehen. Am Ende der Saison wurde er mit dem Verein Meister der Northern Region. In den folgenden Aufstiegsspielen belegte man den ersten Platz und stieg in die zweite Liga auf. Nach dem Aufstieg kehrte er nach Chonburi zurück. Im August 2022 erfolge eine erneute Ausleihe zum Erstligaabsteiger Samut Prakan City FC. Sein Zweitligadebüt für den Klub aus Samut Prakan gab Phongsakon Trisat am 1. Oktober 2022 (7. Spieltag) im Heimspiel gegen den Phrae United FC. Hier stand er in der Startelf und wurde in der 81. Minute gegen den Nigerianer Evans Aneni ausgewechselt. Samut gewann das Spiel 2:1. Für Samut bestritt er 21 Zweitligaspiele. Nach der Ausleihe kehrte er im Sommer 2023 nach Chonburi zurück. Am Ende der Saison 2023/24 belegte er mit Chonburi den 14. Tabellenplatz und musste somit in die zweite Liga absteigen. Am Ende der Saison 2024/25 feierte er mit Chonburi die Zweitligameisterschaft sowie den Aufstieg in die erste Liga. Nach dem Aufstieg wechselte er im August 2025 zum Zweitligaaufsteiger Rasisalai United FC.

### Nationalmannschaft
Phongsakon Trisat spielte 2019 dreimal für die thailändische U18-Nationalmannschaft. Seit 2023 spielt er für die U23-Nationalmannschaft.

## Erfolge
Uthai Thani FC
- Thai League 3 – North: 2021/22  ▲

Chonburi FC
- Thailändischer Zweitligameister: 2024/25  ▲